# René de Saussure
René de Saussure nació en 1868 en Ginebra, Suiza y murió en diciembre de 1943 en Berna, Suiza. Era un esperantista suizo y un matemático. Escribió importantes obras sobre el esperanto y la interlingüística según su punto de vista lingüístico. Su principal obra es un análisis acerca de la lógica de construcción de palabras del esperanto (Fundamentaj Reguloj de la Vort-teorio en esperanto), defendiendo al esperanto contra algunas críticas Idistas.
Era hermano de Ferdinand de Saussure, famoso creador de la lingüística moderna. Posiblemente por su influencia, Ferdinand de Saussure hace una mención neutral al Esperanto en su libro "Curso de Lingüística General" durante el 1913.